# Шмиден, Хайно
Иоганн Хайно Шмиден (нем. Iohann Heino Schmieden; 15 мая 1835 года, Зольдин, Восточная Пруссия; ныне Мыслибуж, Польша — 7 сентября 1913, Берлин) — немецкий архитектор периода историзма.

## Биография
С 1854 года Хайно Шмиден учился в Берлинской строительной академии, а в 1866 году успешно завершил стажировку в управлении общественными зданиями, сдав экзамен на звание государственного главного строителя. Уже на последнем году обучения Шмиден продолжил своё образование во время путешествий по Франции, Англии и Италии.
Он разрабатывал проекты зданий музеев, больниц, памятников и вилл, а также проектировал многие жилые и коммерческие здания. В 1875—1876 годах для коммерсанта Александра Генца по его проекту была построена вилла Генцроде близ Нойруппина (Бранденбург) в «восточном стиле». В 1880 году Шмиден совместно с Мартином Гропиусом основал одну из крупнейших архитектурных фирм в Берлине — фирму «Gropius & Schmieden».
Наиболее известными зданиями архитектурного партнёрства Гропиуса и Шмидена являются новое здание Берлинского музея декоративного искусства, сегодня известное как Дом Мартина Гропиуса, и больница Фридрихсхайн.
До 1893 года компанию возглавлял Рудольф Шпеер, а до 1888 года — Виктор фон Вельтцин. С 1899 по 1913 год Хайно Шмиден работал с архитектором Юлиусом Бётке. С 1907 года Генрих Шмиден, сын Хайно Шмидена, сотрудничал с компанией «Schmieden & Boethke». Хайно Шмиден постепенно отходил от сотрудничества с компанией. Сходство имён отца и сына привело к тому, что не всегда можно было четко определить их долю в работах того периода. После смерти Хайно Генрих Шмиден взял на себя долю отца в компании и продолжил работать с Юлиусом Бётке.
Работы Шмидена получили широкое признание в последние годы его жизни; в 1881 году он стал членом Прусской строительной академии, а в 1887 году — Прусской академии искусств. Министерство наградило его Золотой медалью за заслуги в строительстве, Технический университет Берлина присвоил ему почётную степень доктора инженерных наук, а Королевский институт британских архитекторов назначил его своим членом-корреспондентом.
Хайно Шмиден умер в возрасте 78 лет. Его могила находится на Старом кладбище Святого Матфея в берлинском районе Шёнеберг (с 1980 года почётная могила города Берлина).
В 2020 году берлинский район Марцан-Хеллерсдорф присвоил историческому поместью Бисдорф название Хайно-Шмиден-Вег (Heino-Schmieden-Weg).

## Постройки

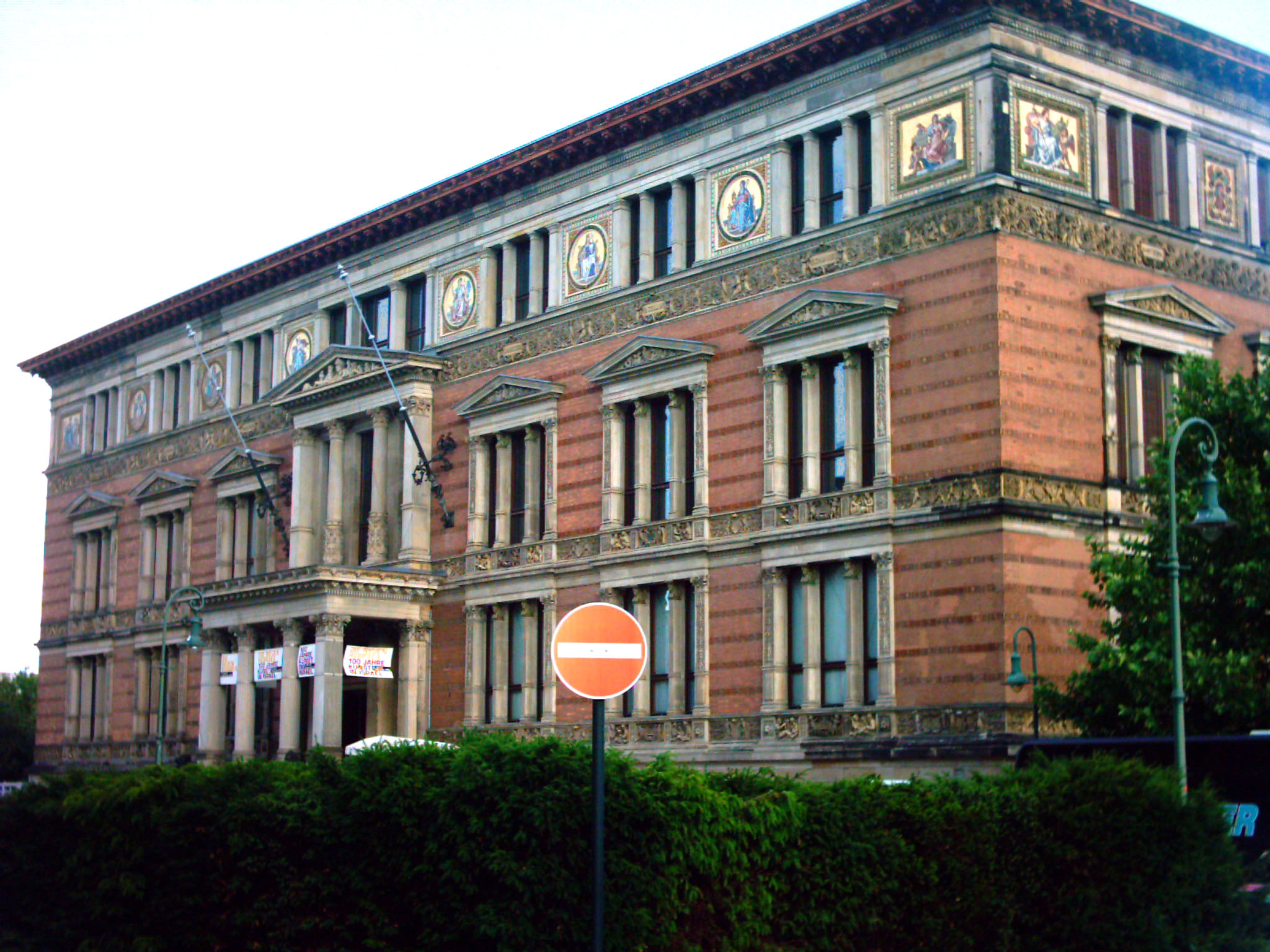
Здание Музея художественных ремёсел (Дом Мартина Гропиуса). Совместно с М. Гропиусом. 1881. Берлин
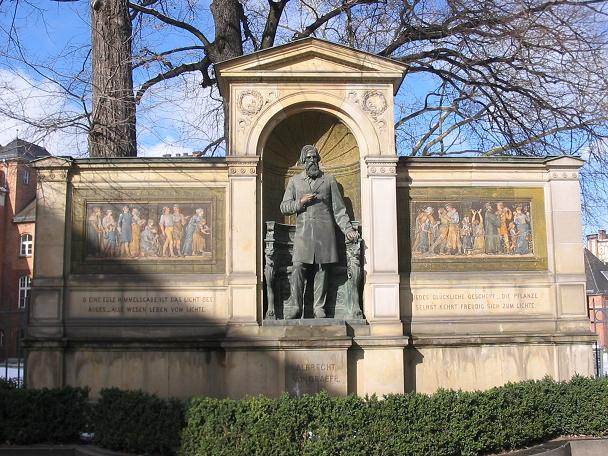
Памятник офтальмологу Альбрехту фон Грефе. 1882
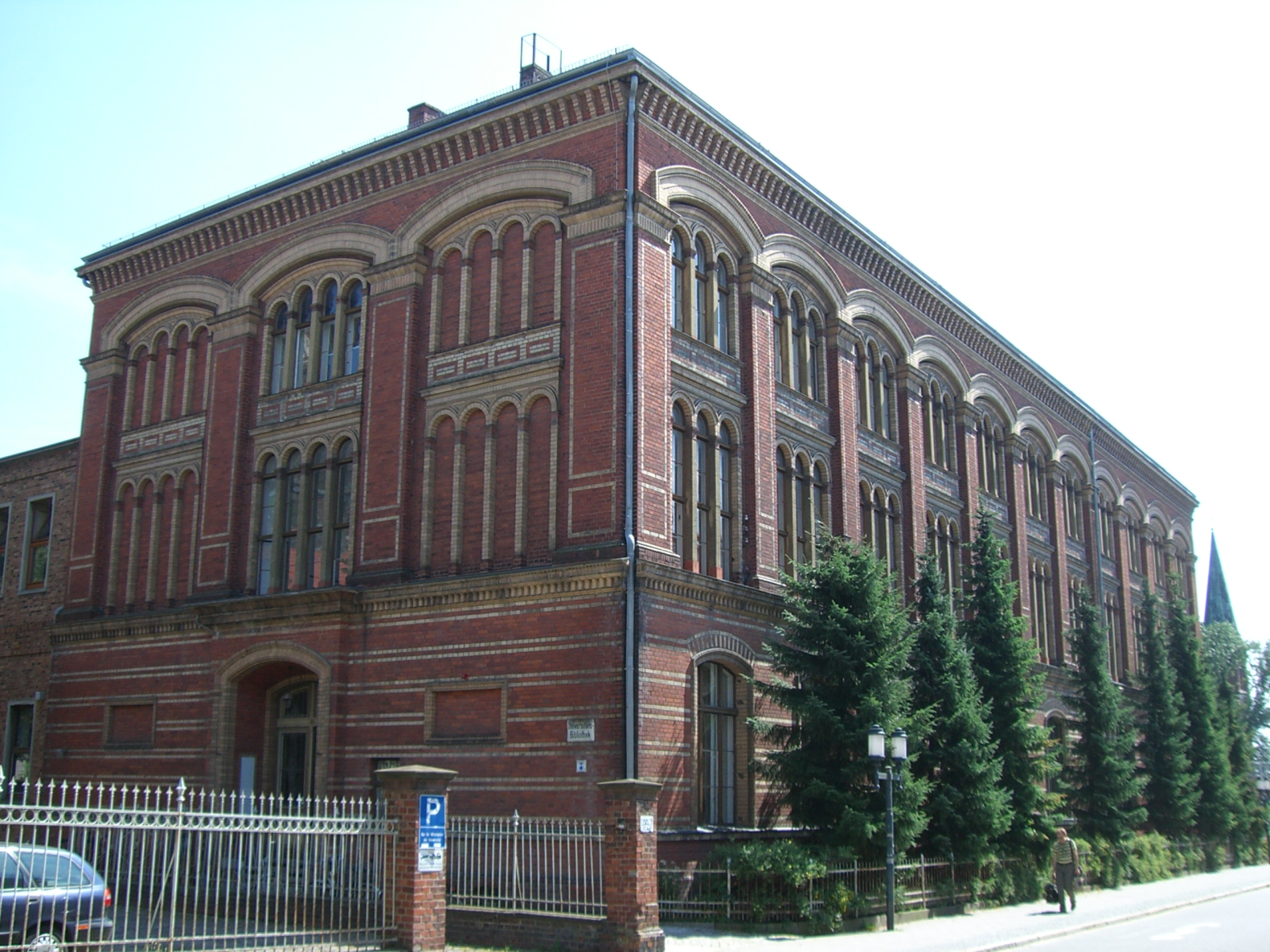
Старая университетская библиотека. Грайфсвальд. 1880–1882
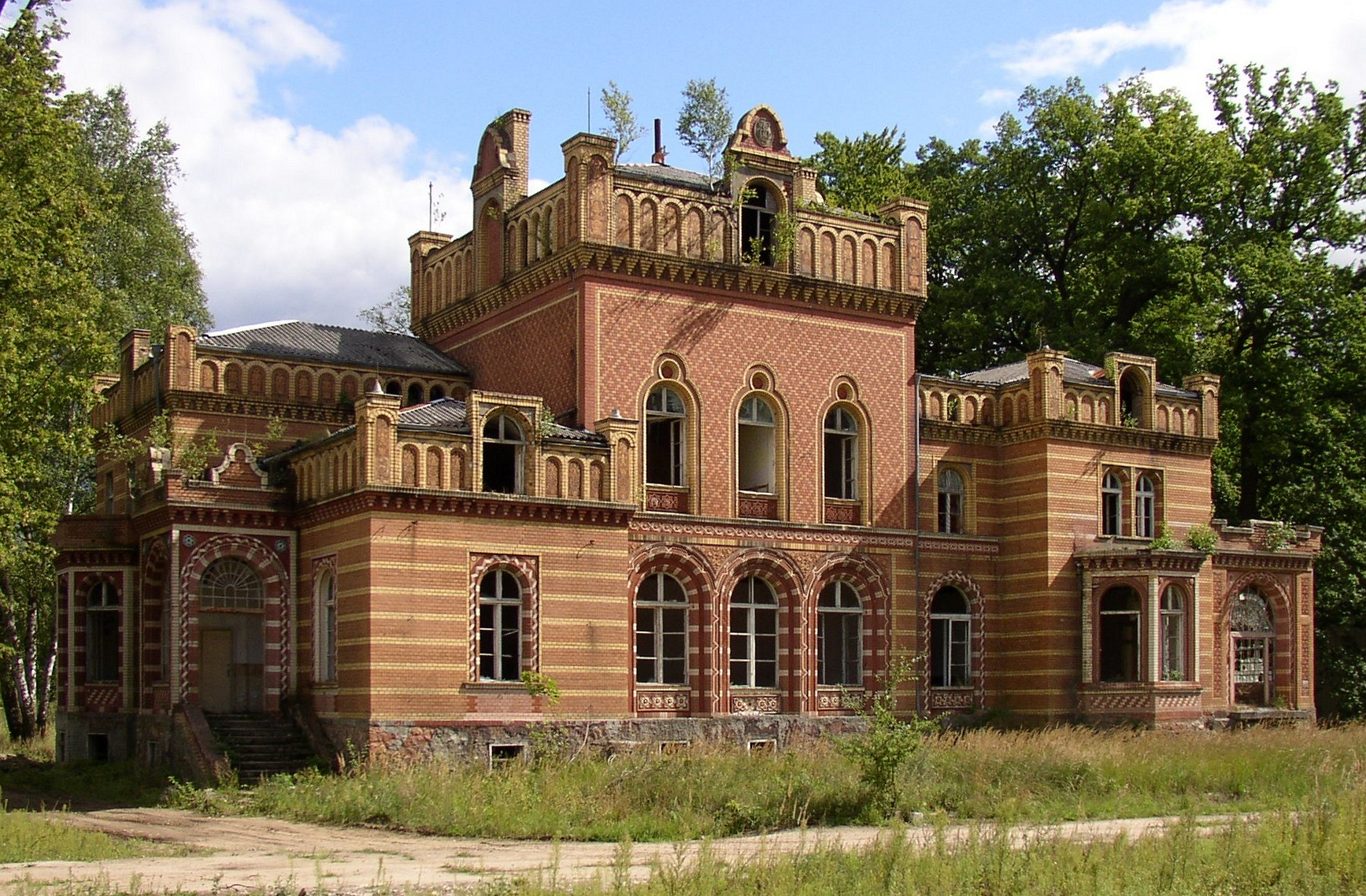
Вилла Генцроде близ Нойруппина, Бранденбург. Совместно с М. Гропиусом. 1876–1877
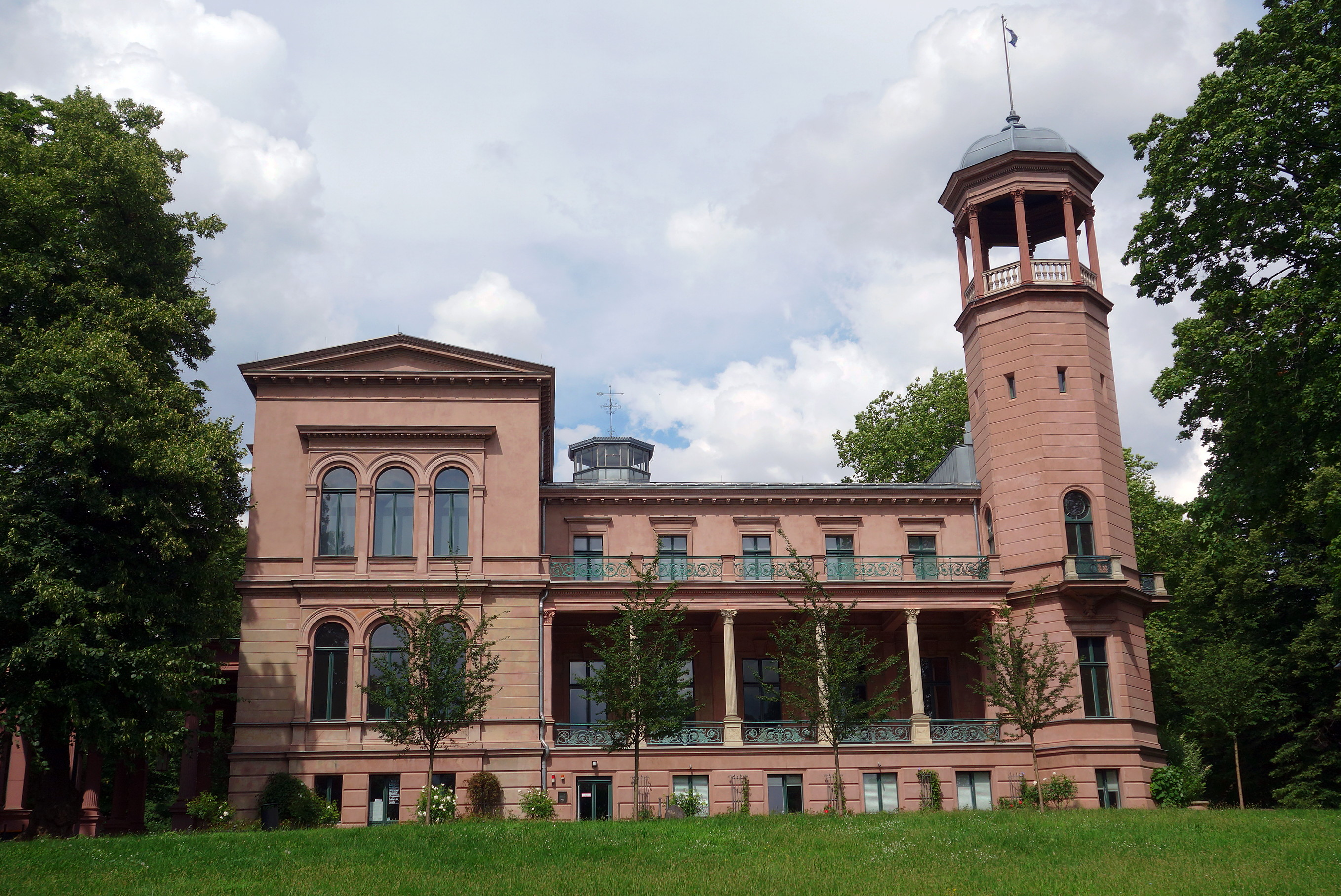
Замок Бисдорф. Берлин. 1868
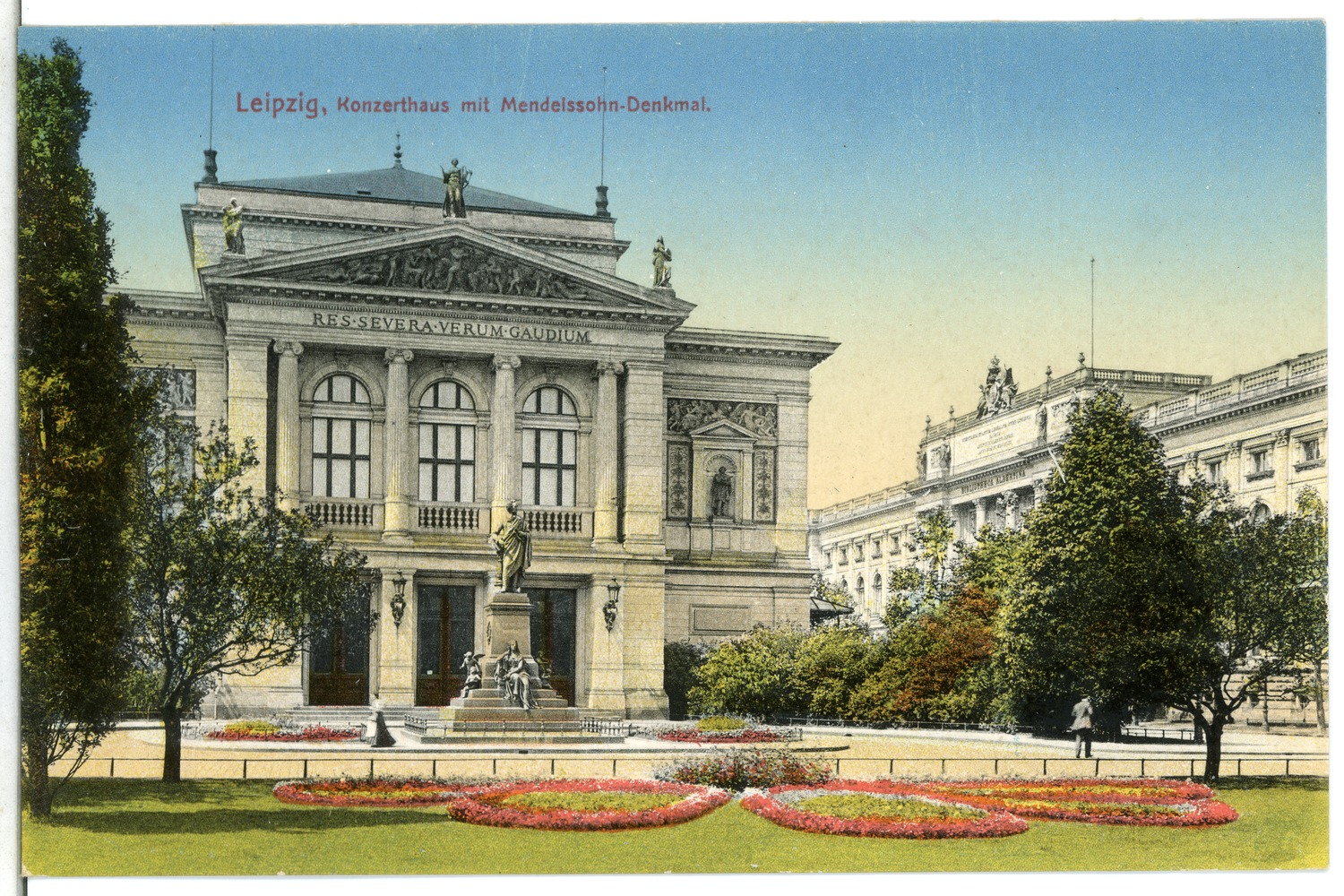
Концертный дом (Новый Гевандхаус). Совместно с М. Гропиусом. 1884. Лейпциг. Разрушен в 1943–1944 гг.